# Kanton Molliens-Dreuil
Kanton Molliens-Dreuil (fr. Canton de Molliens-Dreuil) byl francouzský kanton v departementu Somme v regionu Pikardie. Skládal se z 27 obcí. Zrušen byl po reformě kantonů 2014.

## Obce kantonu
- Airaines
- Avelesges
- Bettencourt-Rivière
- Bougainville
- Bovelles
- Briquemesnil-Floxicourt
- Camps-en-Amiénois
- Clairy-Saulchoix
- Creuse
- Fluy
- Fresnoy-au-Val
- Guignemicourt
- Laleu
- Métigny
- Molliens-Dreuil
- Montagne-Fayel
- Oissy
- Pissy
- Quesnoy-sur-Airaines
- Quevauvillers
- Revelles
- Riencourt
- Saint-Aubin-Montenoy
- Saisseval
- Seux
- Tailly
- Warlus